# Mérélessart
Mérélessart és un municipi francès situat al departament del Somme i a la regió dels Alts de França. L'any 2007 tenia 200 habitants.

## Demografia

### Població

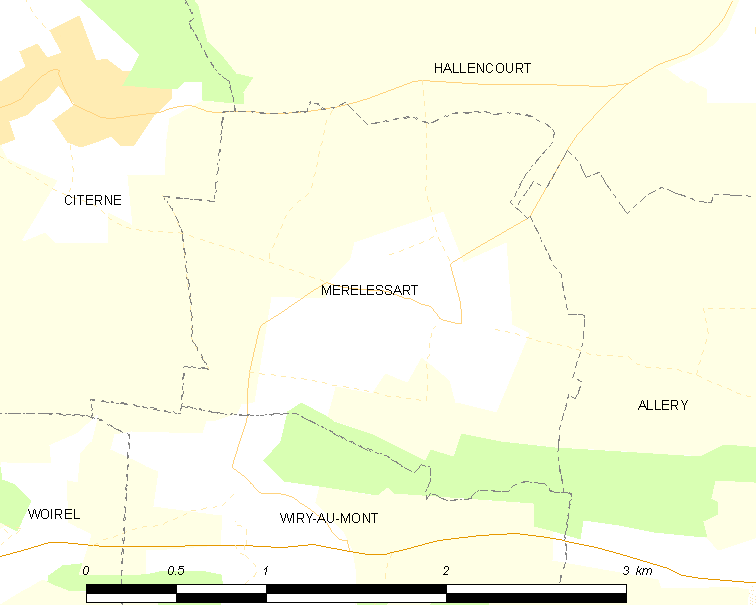
mapa del municipi

El 2007 la població de fet de Mérélessart era de 200 persones. Hi havia 76 famílies de les quals 16 eren unipersonals (8 homes vivint sols i 8 dones vivint soles), 28 parelles sense fills i 32 parelles amb fills.
La població ha evolucionat segons el següent gràfic:
Habitants censats

### Habitatges
El 2007 hi havia 78 habitatges, 72 eren l'habitatge principal de la família i 6 estaven desocupats. 77 eren cases i 1 era un apartament. Dels 72 habitatges principals, 54 estaven ocupats pels seus propietaris, 15 estaven llogats i ocupats pels llogaters i 3 estaven cedits a títol gratuït; 11 tenien tres cambres, 22 en tenien quatre i 40 en tenien cinc o més. 60 habitatges disposaven pel capbaix d'una plaça de pàrquing. A 28 habitatges hi havia un automòbil i a 40 n'hi havia dos o més.

### Piràmide de població
La piràmide de població per edats i sexe el 2009 era:
| Homes | Edats   | Dones |
| ----- | ------- | ----- |
| 0     | 95 o +  | 0     |
| 0     | 90 a 94 | 8     |
| 12    | 85 a 89 | 0     |
| 0     | 80 a 84 | 0     |
| 8     | 75 a 79 | 8     |
| 0     | 70 a 74 | 4     |
| 4     | 65 a 69 | 0     |
| 12    | 60 a 64 | 8     |
| 4     | 55 a 59 | 0     |
| 8     | 50 a 54 | 4     |
| 8     | 45 a 49 | 12    |
| 4     | 40 a 44 | 4     |
| 4     | 35 a 39 | 4     |
| 0     | 30 a 34 | 0     |
| 4     | 25 a 29 | 8     |
| 8     | 20 a 24 | 8     |
| 16    | 15 a 19 | 4     |
| 16    | 10 a 14 | 24    |
| 0     | 5 a 9   | 0     |
| 0     | 0 a 4   | 0     |

## Economia

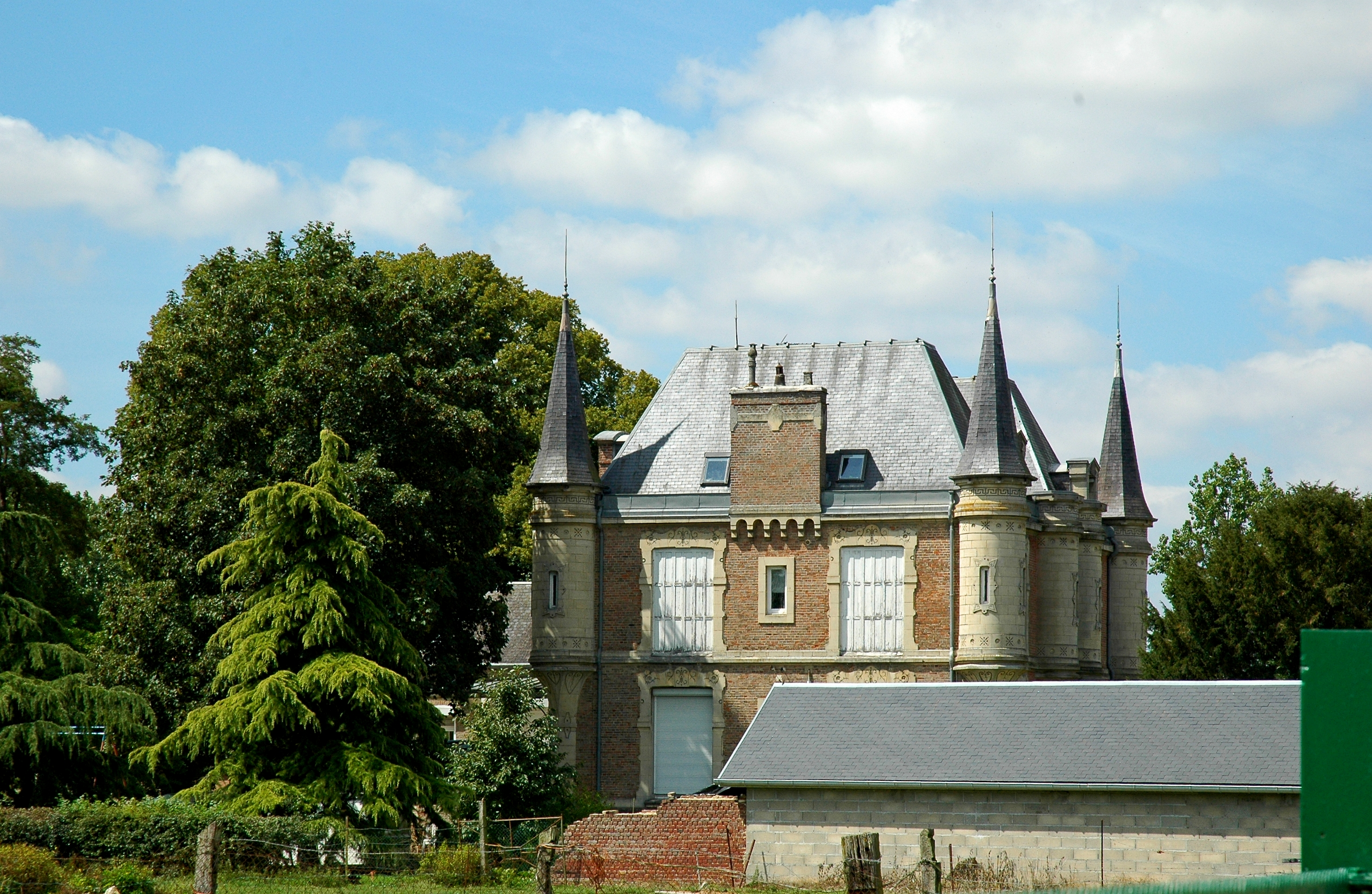
castell

El 2007 la població en edat de treballar era de 123 persones, 87 eren actives i 36 eren inactives. De les 87 persones actives 82 estaven ocupades (48 homes i 34 dones) i 5 estaven aturades (2 homes i 3 dones). De les 36 persones inactives 14 estaven jubilades, 13 estaven estudiant i 9 estaven classificades com a «altres inactius».

### Ingressos
El 2009 a Mérélessart hi havia 73 unitats fiscals que integraven 198 persones, la mediana anual d'ingressos fiscals per persona era de 14.919 €.

### Activitats econòmiques
Dels 3 establiments que hi havia el 2007, 2 eren d'empreses alimentàries i 1 d'una empresa de serveis.
Els 2 establiments comercials que hi havia el 2009 eren fleques.
L'any 2000 a Mérélessart hi havia 11 explotacions agrícoles.

## Poblacions més properes
El següent diagrama mostra les poblacions més properes.